# 基科·納爾瓦埃斯
弗朗西斯科·米格爾·納爾瓦埃斯·馬琼（西班牙語：Francisco Miguel Narváez Machón，1972年4月26日—），通常稱為基科（西班牙語：Kiko），是一名前西班牙足球運動員，他的職業生涯大多數在马德里竞技渡過。
這位中鋒擁有雄厚的技術能力和視野，而且他還是一個幾乎190厘米高的中鋒，令他具備一定制空能力。在十個西甲球季中（他也在西乙踢了一年），他總共積累了271場上陣和60個入球紀錄。
基科同昤也代表西班牙出戰1992年夏季奧林匹克運動會的足球比賽項目。他憑着出色表現協助西班牙在巴塞隆拿的決賽中擊敗波蘭奪得金牌。此外，他還代表西班牙出席1996年歐洲足球錦標賽和1998年世界盃。

## 球會生涯
基科出生在加的斯省赫雷斯-德拉弗龍特拉。他在家鄉俱樂部加的斯展開他的職業生涯。他在1991年4月14日，作出他在西甲的首次亮相，但俱樂部在主場以2:3不敵毕尔包鄂竞技。儘管基科在這個球季只上陣五場比賽，他還是和這支來自安達魯西亞的俱樂部的命運密切相連，因為在同年6月9日，他只替補上場25分鐘但射入關鍵一球令俱樂部保以有護級機會，他在83分鐘為俱樂部博得點球並自己操刀射入令球隊主場2:1擊敗薩拉戈薩；加的斯從而得到參加升降級附加賽，並兩回合計1:1下以互射點球擊敗馬拉加得以留在西甲作賽。
經過兩個多賽季後基科已經成為一個無可爭議的首發球員。在加的斯1992-93球季護級成功後，基科與隊友何塞·瑪利亞·科維多一同加盟馬德里競技。他加盟床單軍團後令他可以發展成為20世紀90年代西班牙最重要的球員之一。而在1995-96球季，他的出色表現幫助馬競重拾昔日輝煌的歷史，協助俱樂部奪得西甲聯賽冠軍和國王盃冠軍，成為雙料冠王。基科在場上的入球和助攻都受外界一致的好評。
馬競在1999-00球季後因成績欠佳而需降落乙組作賽，基科沒有像其他球員選擇離開馬競，他反而以免費形式為床單軍團在西甲作賽1個球季，而俱樂部也承諾如果球隊在一年內不能重返西甲，基科將會以自由身份離開，遺憾地馬德里競技沒有能夠成功在2000-01球季後重返甲組，他們因得失球差不敵特内里费只能以第四名完成賽事。而基科也在床單球迷一片不理解的咒罵聲中黯然離開了他深愛的比森特·卡爾德隆球場，他在2002年年初自由轉會到另一支西乙俱樂部艾斯馬度華，這一個賽季，他並未能為球隊打進任何入球。2002年的4月，年僅29歲基科因為他一雙腳踝的傷勢，選擇退役。

## 國家隊生涯
基科一共為西班牙上陣26次並射入四球。他在1992年12月16日1994年世界盃外圍賽對陣拉脫維亞的比賽中首次為國家隊上陣並踢足全場，
基科也代表西班牙出戰1996年歐洲足球錦標賽以及1998年世界盃。他在1998年世界盃小組賽第三輪對陣保加利亞的比賽中打進一球，協助西班牙以6:1大勝對手。但西班牙只能以小組第三名完成小組賽事，無緣淘汰賽。
在此之前，基科曾經代表西班牙足球隊出戰在巴塞隆拿舉行的1992年夏季奧林匹克運動會。他在對陣波蘭的決賽中在最後一分鐘打進致勝一球，令東道主西班牙以3:2擊敗對手，他的寶貴入球也令西班牙首度奪得奧運足球項目金牌。

### 國際賽入球
| #  | 日期       | 比賽場地                    | 對陣     | 比分 | 賽果 | 賽事                       |
| -- | ---------- | --------------------------- | -------- | ---- | ---- | -------------------------- |
| 1. | 1995.11.15 | 西班牙埃爾切巴雷羅球場      | 北馬其頓 | 1–0  | 3–0  | 1996年歐洲足球錦標賽外圍賽 |
| 2. | 1996.2.7   | 西班牙拉斯帕爾馬斯島嶼球場  | 挪威     | 1–0  | 1–0  | 友誼賽                     |
| 3. | 1997.9.24  | 斯洛伐克Tehelné pole        | 斯洛伐克 | 0–1  | 1–2  | 1998年世界盃外圍賽         |
| 4. | 1998.6.24  | 法國朗斯費利克斯-波萊特球場 | 保加利亚 | 6–1  | 6–1  | 1998年世界盃               |

## 榮譽

### 俱樂部
馬德里競技
- 西甲: 1995–96冠軍
- 國王盃: 1995–96冠軍

### 國家隊
西班牙U23
- 夏季奧林匹克運動會: 1992

西班牙U21
- 歐洲U-21足球錦標賽: 1994第四名

## 外部連結
- BDFutbol檔案 （页面存档备份，存于） （英文）
- 國家隊檔案 （页面存档备份，存于） （英文）
- Stats and bio at Cadistas1910 （西班牙文）
- 基科·納爾瓦埃斯在 National-Football-Teams.com 上的出场纪录
- Kiko – FIFA國際賽競賽紀錄 (存檔)